# José Joaquim Córdova Passos
José Joaquim Córdova Passos (Lages, c. 1863 — Campos Novos, 15 de outubro de 1941) foi um jornalista e político brasileiro.
Foi deputado à Assembleia Legislativa Provincial de Santa Catarina na 27ª legislatura (1888 — 1889).
Foi deputado ao Congresso Representativo do Estado na 6ª legislatura (1907 - 1909).